# Puerto Berrío

Bandeira de Puerto Berrío.

Localização de Puerto Berrío, no departamento de Antioquia.

Puerto Berrío é uma cidade e município da Colômbia, no departamento de Antioquia. Dista 191 quilômetros de Medellín, a capital do departamento e possui uma área de 1.184 quilômetros quadrados.